# Hidrodesulfuración

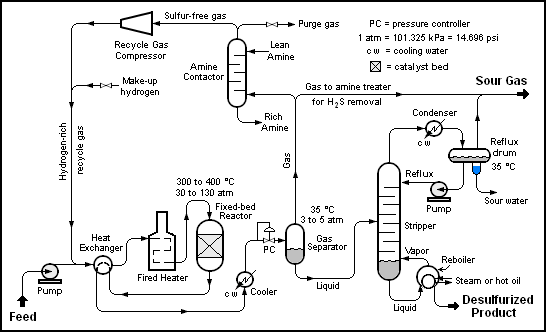
Diagrama de flujo HSD

La hidrodesulfuración (HDS) o hidrodesulfuración térmica (HDT) es un proceso químico catalítico destinado a eliminar el azufre combustible del jet, queroseno, combustible diesel, y fuel oils. y que se instala antes de los procesos que pueden ver afectados sus catalizadores como el reformado. 
Este azufre se encuentra combinado formando componentes químicos que, de ser encontrados en los combustibles en el motor en el momento de la combustión, este se corroería y al mismo tiempo, al ser expulsados los gases, contaminarían el ambiente.
El nivel de hidrodesulfuración depende de varios factores entre ellos la naturaleza de la fracción de petróleo a tratar (composición y tipos de compuestos de azufre presentes), de la selectividad y actividad del tipo de catalizador utilizado (concentración de sitios activos, propiedades del soporte, etc.), de las condiciones de reacción (presión, temperatura, relación hidrocarburo/hidrógeno, etc.) y del diseño del proceso. Es importante señalar que el H2S debe ser continuamente eliminado porque es un inhibidor de las reacciones de HDS y envenena el catalizador.

## Proceso
Los procesos convencionales de hidrodesulfuración constan básicamente de un sistema de reacción donde los compuestos orgánicos de azufre reaccionan con el hidrógeno para obtener compuestos orgánicos y ácido sulfhídrico, un sistema de separación para eliminar los compuestos ligeros (i.e. H2, H2S e hidrocarburos ligeros) del diesel y un sistema de recirculación, existen diversas tecnologías basadas en esta configuración.
El sistema de reacción consta usualmente de reactores empacados de tres fases, son llamados así porque se encuentran presentes la fase líquida (gasóleo), la fase gas (H2 y H2S) y la fase sólida (catalizador). Estos son operados a co-corriente, es decir, la fase líquida y gas fluyen en la misma dirección y la masa de catalizador, tipo cobalto/molibdeno sobre alúmina, se mantiene fija.

## Compuestos deazufre
Las corrientes del petróleo (naftas, keroseno, gasóleos ligeros y pesados) contienen una gran cantidad de compuestos orgánicos de azufre, tales como el tiol, tiofeno, benzotiofeno, dibenzotiofeno y naftodibenzotiofeno. Estos compuestos varían en su reactividad a la HDS y en su proporción en las corrientes del petróleo.
Las legislaciones ambientales en referencia a los límites máximos permisibles de determinados compuestos son cada vez más rígidas, en particular el contenido máximo de azufre en algunos países europeos no debe exceder las 10 partes por millón (combustibles limpios).